# Växjö konsthall

Skulpturerna Jag tänker på mig själv av Marianne Lindberg De Geer bredvid Växjö konsthall.

Växjö konsthall är en kommunal konsthall på Västra Esplanaden i centrala Växjö.

## Historia
Konsthallen har funnits på nuvarande plats sedan 2006, mellan Växjö stadsbibliotek och Växjö Teater.
Vid tiden för konsthallens öppnande i lokalerna på Västra Esplanaden uppfördes två bronsstatyer av Marianne Lindberg De Geer med den gemensamma titeln Jag tänker på mig själv. Verket föreställer två nakna kvinnor, en mager och en överviktig, som står mittemot varandra. Skulpturerna blev föremål för debatt och vandalism.
Växjö konsthall inrymmer Det fria ordets hus kulturscen sedan 2020.